# Lâu đài Sümeg
Lâu đài Sümeg là một lâu đài được xây dựng trên đỉnh núi, nằm tại thị trấn Sümeg thuộc hạt Veszprém, Hungary.
Tòa lâu đài được xây vào khoảng giữa hoặc cuối thế kỷ 13, dưới thời vua Béla IV của Hungary. Lâu đài nằm cách hồ Balaton 20 dặm về phía bắc và được xây trên đỉnh núi nên thường được gọi là "đồi lâu đài". Trong suốt quá trình lịch sử, lâu đài đã từng được cơi nới mở rộng diện tích nhiều lần. Đặc biệt là vào thế kỷ 15, một tháp thứ hai đã được xây thêm nhằm gia cố cho lâu đài. Lâu đài Sümeg từng bị vây hãm nhiều lần và còn bị cháy hai lần.

## Miêu tả
Lâu đài Sümeg có một thiết kế khác lạ. Toàn bộ khuôn viên của lâu đài trải dài từ phía bắc sang phía nam trên đỉnh của một ngọn núi nên vẫn hay được gọi là "đồi lâu đài". Lâu đài có hai ngọn tháp với tổng chiều dài là 125 mét và chiều rộng là 80 mét. Bên trong lâu đài có một lối đi có tường thành bao quanh dẫn ra cổng chính và cổng này hướng mặt ra sân lớn của lâu đài.

## Lịch sử

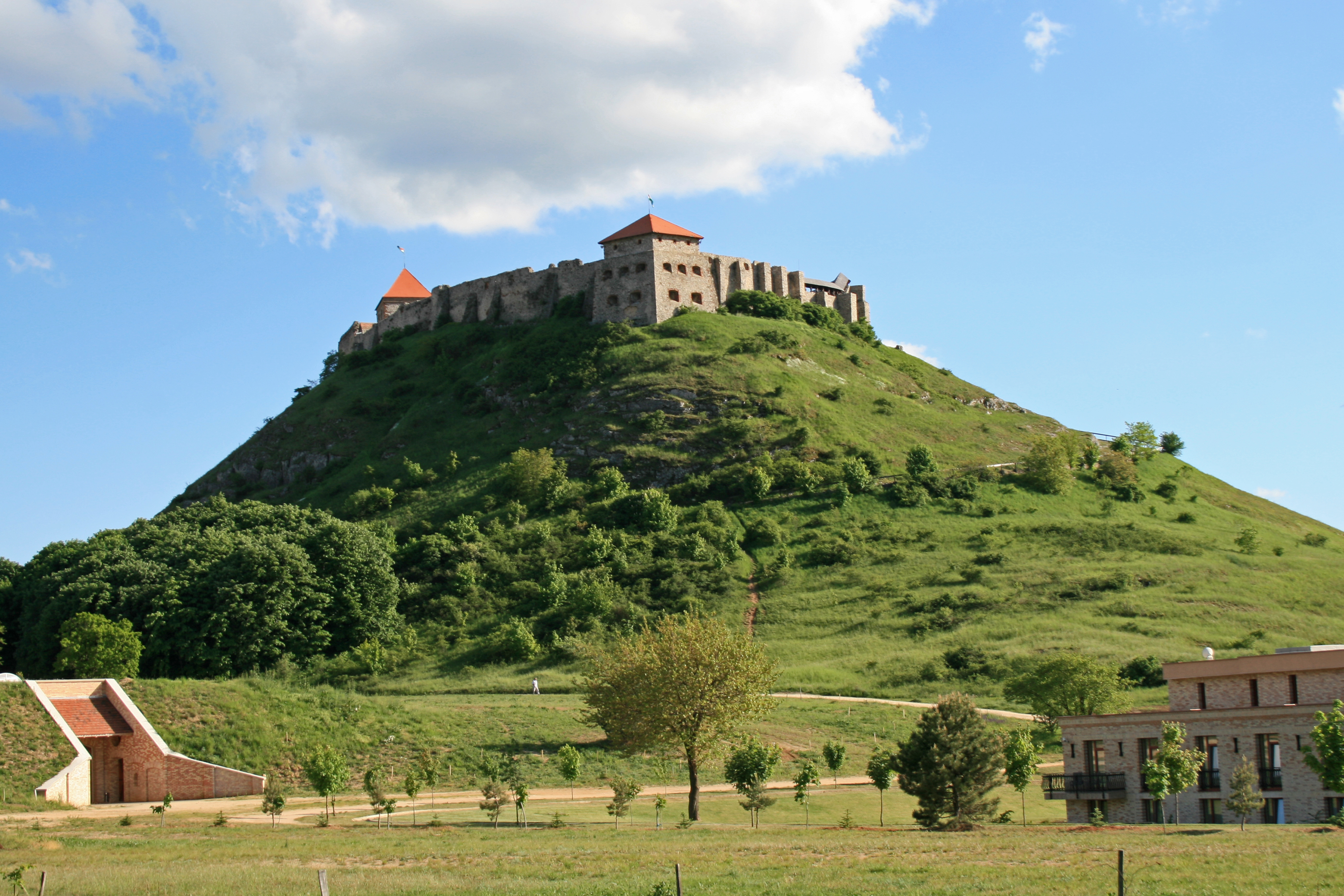
Đồi lâu đài

Lâu đài từng là nơi ở của vua Béla IV của Hungary trong thời kỳ Mông Cổ xâm lược Châu Âu từ năm 1241 đến năm 1242. Sau đó, lâu đài trở thành quà tặng của vua István V của Hungary đến Giáo phận Veszprém.
Năm 1552, lâu đài được xây dựng lại và gia cố để trở thành một pháo đài ở biên giới trong cuộc chiến tranh chống xâm lược của quân Thổ Nhĩ Kỳ. Năm 1713, quân đội Áo đã thiêu rụi lâu đài trong trận chiến giành độc lập của Rákóczi. Sang đến thế kỷ 20, lâu đài mới được tôn tạo trở lại.
Kể từ năm 1989, lâu đài đã thuộc quyền sở hữu của tư nhân. Từ đó, lâu đài được trùng tu trên diện rộng và giờ đây đã trở thành một điểm tham quan du lịch. Đồng thời, lâu đài cũng là nơi tổ chức các sự kiện và giải đấu thể thao. Hiện nay, lâu đài được xem là một trong những công trình quân sự được bảo tồn tốt nhất tại Hungary.